# 那覇東郵便局

那覇東郵便局（なはひがしゆうびんきょく）は、沖縄県島尻郡南風原町にある郵便局。民営化以前の分類では集配普通郵便局であった。
1980年代までは、沖縄郵政管理事務所（沖縄返還前は琉球郵政庁）が併設されていた。
本記事では本局の窓口部門を前身とし、沖縄県那覇市にある樋川郵便局（ひがわゆうびんきょく）についても併せて記述する。

## 概要

### 住所
- 〒902-8799：沖縄県島尻郡南風原町新川59-2（那覇東郵便局）
- 〒900-0022：沖縄県那覇市樋川1-29-30（樋川郵便局）

那覇東郵便局は、那覇市ではなく島尻郡南風原町に所在する（市町境に接している）。

### 分室
現在はなし

#### かつて存在した分室
- 真嘉比（まかび）分室 - 2009年（平成21年）11月30日に開設[1]。新都心地区へ移転した那覇真嘉比郵便局（同時に那覇新都心郵便局に改称）の跡地に設置された。2014年（平成26年）1月20日に移転し、真嘉比郵便局へ局種変更された。

## 沿革
那覇東郵便局
- 1965年（昭和40年）8月1日 - 開局。
- 1972年（昭和47年）5月15日 - 沖縄返還に伴い、那覇市寄宮1-3-1に郵政省沖縄郵政管理事務所管轄の集配普通郵便局[2]である那覇東郵便局として設置[3]。併設されていた琉球郵政庁が沖縄郵政管理事務所に改組される。
- 1980年代 - 沖縄郵政管理事務所が移転。
- 1998年（平成10年）9月1日 - 外国通貨の両替および旅行小切手の売買に関する業務取扱を開始。
- 2007年（平成19年）10月1日 - 民営化に伴い、併設された郵便事業那覇東支店に一部業務を移管。
- 2009年（平成21年）11月30日 - 那覇市真嘉比231-4に、真嘉比分室を設置[1]。
- 2012年（平成24年）10月1日 - 日本郵便株式会社の発足に伴い、郵便事業那覇東支店を那覇東郵便局に統合。
- 2014年（平成26年）1月20日 - 真嘉比分室を移転し、真嘉比郵便局へ局種変更[4]。
- 2023年（令和5年）9月11日 - 窓口業務を新設された樋川郵便局へ分離移転。当局は集配業務とゆうゆう窓口のみとなった[5]。
- 2024年（令和6年）11月5日 - 島尻郡南風原町新川59-2へ移転[6][7][8]。

 樋川郵便局 
- 2023年（令和5年）9月11日 - 那覇東郵便局の窓口業務を分離移転し、樋川郵便局として設置[9][10]。

## 取扱内容

### 那覇東郵便局
- 那覇市内の一部地域（〒902-00xx地域）の集配業務（大口事業者は902-85xx、902-86xx、902-87xx）。なお、当局のある島尻郡南風原町内の集配業務は受け持たない（島尻郡南風原町内の集配は全て南風原中郵便局が担当）。
- ゆうゆう窓口

### 樋川郵便局
- 郵便、印紙、ゆうパック、内容証明
- 貯金、為替、振替、振込、国際送金、国債、投資信託
- 生命保険、バイク自賠責保険、自動車保険、がん保険、引受条件緩和型医療保険、変額年金保険
- ゆうちょ銀行ATM

## 周辺施設

### 那覇東郵便局
- 沖縄県立南部医療センター・こども医療センター
- 沖縄県公文書館
- 那覇バス新川営業所
- 国道329号南風原バイパス

### 樋川郵便局
- 那覇市民会館
- 沖縄県知事公舎
- 那覇警察署
- 那覇市保健所
- 沖縄県立看護大学
- 与儀公園
- 国道330号

## アクセス

### 那覇東郵便局
- 沖縄都市モノレール線（ゆいレール） 首里駅から徒歩で約29分。
- 那覇バス 「新川営業所」停留所、もしくは「県立医療センター」停留所下車。
- 沖縄自動車道 那覇ICから南へ約1.2km、もしくは那覇空港自動車道 南風原北ICから西へ約2km。
- 国道329号の南風原バイパス沿い。
- 駐車場あり：4台

### 樋川郵便局
- 沖縄都市モノレール線（ゆいレール） 安里駅から徒歩で約17分。
- 那覇バス 「与儀十字路」停留所、もしくは「赤十字病院前」停留所下車。
- 沖縄自動車道 那覇ICから西へ約4km。
- 国道330号の与儀本通り沿い。
- 駐車場あり：7台